# ジンロリアン〜人狼〜
『ジンロリアン〜人狼〜』は、TBS系列で放送されていた特別番組である。2013年の間のみのゲームバラエティ番組。

## 概要
「汝は人狼なりや?」をベースにした人狼ゲーム。台本の無い実際のゲームをドラマ風に見せており、登場人物の言動などはドラマのように行われる。
なお、放送中に視聴者が当番組の特設サイトから、人狼が誰なのかを当てるクイズに参加することができた。さらに第2弾では『生ジンロリアン』と銘打った生放送でのゲームを行い、通常の人狼では参加者の投票により選定される処刑(追放)者の決定を視聴者の投票に委ねるという試みが行われた。

## ストーリー
とある地下遊戯場に集められた人格を移植された仮想人間の男女9人。「ジンロリアンパレス」と呼ばれるこの場所で行われるのは生死を賭けたゲームだった。
1. 9人で実際の命を賭けて人狼ゲームを行う
2. 人狼役は本物の人狼となる
3. 勝利し、生き残った者のみ元の世界に戻ることができる

勝負が決着するまで、1人、また1人と消去していくサバイバルゲーム。最後に生き残るのは人間か、人狼か…

## ルール
第1弾
- ゲーム前にターンテーブルに並べられた9枚のカードを1人1枚ずつ取り、中身が他人が見えないよう確認する。カードは7枚が「人間」、2枚が「人狼」となっており、いかなる場合でも「私は人間です」と宣言しなければならない。その後、プレイヤー9人が個室に戻った後、人狼のみ遊戯場に戻り、互いの確認と作戦を考えることができる。
- 朝ターンでは討論を行い、討論終了後最終ジャッジを行う。投票したい人から順に、ターンテーブルに置かれた「デスボックス」を動かし、人狼だと思う人の目の前で止め投票する。全員の投票が終了し、最も得票数の多かった人が「消去」される。最多得票数が複数人出た場合は決選投票として最多得票者以外の人によって手持ちのカラープレートによる一斉投票を行う。選ばれた者はデスゾーンに行き消去される。遊戯場では消去対象が「人間」か「人狼」かが発表される。
- 夜ターンではプレイヤーが個室に戻った後人狼のみ遊戯場へ戻り、作戦と「捕食」対象を決定する。捕食された人間はゲームから排除される。誰が捕食されたかは翌日の朝ターンにて個室から戻らなかった人間として発表される。
- 以上を繰り返し、人間の数と人狼が同数になれば人狼の勝利。人間が人狼を全て消去できれば人間の勝利となり、生き残った者のみ元の世界に戻ることができる。
- ゲーム参加者の衣装は全員白一色で統一され、それぞれのイメージカラーの首輪を首に付けている。その首輪の色は決選投票のカラープレートの色に対応している。

第2弾
- ゲーム前の抽選、人狼の作戦タイム、夜ターン、各陣営の勝利条件は前回と同じ。
- 朝ターンでは討論を行う。この討論を聞きつつ、視聴者は番組公式HPから消去したい人物1人を投票する（途中での票移動も可能）。
- 誰に何票集まっているかは各人のテーブルに備え付けられた小型モニター、ならびにテレビ画面に表示されたテロップによって、プレイヤー及び視聴者がリアルタイムに知ることが出来る。
- 討論の時間が終了した所でその時点での最多得票者を発表。最多得票者は10秒間だけ1人で視聴者に訴えかける事の出来る弁明タイムが与えられる。
- 弁明タイムが終了したらCMを挟んだ後に投票締め切り。中央のターンテーブルに備え付けられたカメラが目の前で止まった者が最終的な最多得票者＝消去となる。
- 最多得票者は「デスゾーン」を通り「ドロップアウトルーム」(敗者の部屋)へ移動、そこでゲームを観戦する。

第3弾
- 基本的なシステムに関しては第1弾と同じ。
- 朝ターンの最初には現時点で一番怪しい人物だと思われる人が描かれたプレートをプレート立てに差し込んで意思表示する。この意思表示は討論中に変更しても構わない。また、最終ジャッジの投票に拘束されない。
- 消去・餌食になった人のうち、人間のみ「ドロップアウトルーム」へ移動し観戦する。

## 出演者

### 第1弾
- 浅見れいな
- 綾部祐二（ピース）
- 劇団ひとり
- 鈴木拓（ドランクドラゴン）
- 千葉雄大
- 濱田マリ
- 山崎樹範
- 山本美月
- 六角精児

### 第2弾
- 尾形貴弘（パンサー）
- 川島海荷（当時：9nine）
- カンニング竹山
- 北村有起哉
- 劇団ひとり
- 白濱亜嵐（GENERATIONS from EXILE TRIBE）
- 壇蜜
- とよた真帆
- 本郷奏多

### 第3弾
- 北原里英（当時：AKB48）
- 小市慢太郎
- 剛力彩芽
- 小籔千豊
- 斉藤慎二（ジャングルポケット）
- 長瀬智也（当時：TOKIO）
- バービー（フォーリンラブ）
- 長谷川朝晴
- 眞鍋かをり

### ナレーション
第1弾
- キャプテン★ザコ (第2弾以降では「ドロップアウトルーム」での仕切り役)

第2弾・第3弾
- 林原めぐみ

## ネット局

### 第1弾
| 放送対象地域 | 放送局               | 系列    | 放送日時                     | 遅れ日数   |
| ------------ | -------------------- | ------- | ---------------------------- | ---------- |
| 関東広域圏   | TBSテレビ (TBS)      | TBS系列 | 2013年4月4日 23:58 - 翌1:28  | 制作局     |
| 北海道       | 北海道放送 (HBC)     | TBS系列 | 2013年4月4日 23:58 - 翌1:28  | 同時ネット |
| 静岡県       | 静岡放送 (SBS)       | TBS系列 | 2013年4月4日 23:58 - 翌1:28  | 同時ネット |
| 中京広域圏   | 中部日本放送 (CBC)   | TBS系列 | 2013年4月4日 23:58 - 翌1:28  | 同時ネット |
| 愛媛県       | あいテレビ (ITV)     | TBS系列 | 2013年4月4日 23:58 - 翌1:28  | 同時ネット |
| 福島県       | テレビユー福島 (TUF) | TBS系列 | 2013年4月10日 23:58 - 翌1:28 | 6日遅れ    |
| 長崎県       | 長崎放送 (NBC)       | TBS系列 | 2013年4月19日 0:18 - 1:43    | 14日遅れ   |
| 石川県       | 北陸放送 (MRO)       | TBS系列 | 2013年4月20日 1:40 - 3:00    | 15日遅れ   |

### 第2弾
| 放送対象地域   | 放送局               | 系列    | 放送日時                 | 遅れ日数   |
| -------------- | -------------------- | ------- | ------------------------ | ---------- |
| 関東広域圏     | TBSテレビ (TBS)      | TBS系列 | 2013年7月6日 0:20 - 1:20 | 制作局     |
| 北海道         | 北海道放送 (HBC)     | TBS系列 | 2013年7月6日 0:20 - 1:20 | 同時ネット |
| 福島県         | テレビユー福島 (TUF) | TBS系列 | 2013年7月6日 0:20 - 1:20 | 同時ネット |
| 長野県         | 信越放送 (SBC)       | TBS系列 | 2013年7月6日 0:20 - 1:20 | 同時ネット |
| 静岡県         | 静岡放送 (SBS)       | TBS系列 | 2013年7月6日 0:20 - 1:20 | 同時ネット |
| 石川県         | 北陸放送 (MRO)       | TBS系列 | 2013年7月6日 0:20 - 1:20 | 同時ネット |
| 中京広域圏     | 中部日本放送 (CBC)   | TBS系列 | 2013年7月6日 0:20 - 1:20 | 同時ネット |
| 鳥取県・島根県 | 山陰放送 (BSS)       | TBS系列 | 2013年7月6日 0:20 - 1:20 | 同時ネット |
| 長崎県         | 長崎放送 (NBC)       | TBS系列 | 2013年7月6日 0:20 - 1:20 | 同時ネット |
| 鹿児島県       | 南日本放送 (MBC)     | TBS系列 | 2013年7月6日 0:20 - 1:20 | 同時ネット |

### 第3弾
| 放送対象地域   | 放送局                   | 系列    | 放送日時                     | 遅れ日数   |
| -------------- | ------------------------ | ------- | ---------------------------- | ---------- |
| 関東広域圏     | TBSテレビ (TBS)          | TBS系列 | 2013年10月17日 22:00 - 22:54 | 制作局     |
| 北海道         | 北海道放送 (HBC)         | TBS系列 | 2013年10月17日 22:00 - 22:54 | 同時ネット |
| 青森県         | 青森テレビ (ATV)         | TBS系列 | 2013年10月17日 22:00 - 22:54 | 同時ネット |
| 岩手県         | IBC岩手放送 (IBC)        | TBS系列 | 2013年10月17日 22:00 - 22:54 | 同時ネット |
| 宮城県         | 東北放送 (TBC)           | TBS系列 | 2013年10月17日 22:00 - 22:54 | 同時ネット |
| 山形県         | テレビユー山形 (TUY)     | TBS系列 | 2013年10月17日 22:00 - 22:54 | 同時ネット |
| 福島県         | テレビユー福島 (TUF)     | TBS系列 | 2013年10月17日 22:00 - 22:54 | 同時ネット |
| 山梨県         | テレビ山梨 (UTY)         | TBS系列 | 2013年10月17日 22:00 - 22:54 | 同時ネット |
| 新潟県         | 新潟放送 (BSN)           | TBS系列 | 2013年10月17日 22:00 - 22:54 | 同時ネット |
| 長野県         | 信越放送 (SBC)           | TBS系列 | 2013年10月17日 22:00 - 22:54 | 同時ネット |
| 静岡県         | 静岡放送 (SBS)           | TBS系列 | 2013年10月17日 22:00 - 22:54 | 同時ネット |
| 富山県         | チューリップテレビ (TUT) | TBS系列 | 2013年10月17日 22:00 - 22:54 | 同時ネット |
| 石川県         | 北陸放送 (MRO)           | TBS系列 | 2013年10月17日 22:00 - 22:54 | 同時ネット |
| 中京広域圏     | 中部日本放送 (CBC)       | TBS系列 | 2013年10月17日 22:00 - 22:54 | 同時ネット |
| 近畿広域圏     | 毎日放送 (MBS)           | TBS系列 | 2013年10月17日 22:00 - 22:54 | 同時ネット |
| 鳥取県・島根県 | 山陰放送 (BSS)           | TBS系列 | 2013年10月17日 22:00 - 22:54 | 同時ネット |
| 岡山県・香川県 | 山陽放送 (RSK)           | TBS系列 | 2013年10月17日 22:00 - 22:54 | 同時ネット |
| 広島県         | 中国放送 (RCC)           | TBS系列 | 2013年10月17日 22:00 - 22:54 | 同時ネット |
| 山口県         | テレビ山口 (tys)         | TBS系列 | 2013年10月17日 22:00 - 22:54 | 同時ネット |
| 愛媛県         | あいテレビ (ITV)         | TBS系列 | 2013年10月17日 22:00 - 22:54 | 同時ネット |
| 高知県         | テレビ高知 (KUTV)        | TBS系列 | 2013年10月17日 22:00 - 22:54 | 同時ネット |
| 福岡県         | RKB毎日放送 (RKB)        | TBS系列 | 2013年10月17日 22:00 - 22:54 | 同時ネット |
| 長崎県         | 長崎放送 (NBC)           | TBS系列 | 2013年10月17日 22:00 - 22:54 | 同時ネット |
| 熊本県         | 熊本放送 (RKK)           | TBS系列 | 2013年10月17日 22:00 - 22:54 | 同時ネット |
| 大分県         | 大分放送 (OBS)           | TBS系列 | 2013年10月17日 22:00 - 22:54 | 同時ネット |
| 宮崎県         | 宮崎放送 (MRT)           | TBS系列 | 2013年10月17日 22:00 - 22:54 | 同時ネット |
| 鹿児島県       | 南日本放送 (MBC)         | TBS系列 | 2013年10月17日 22:00 - 22:54 | 同時ネット |
| 沖縄県         | 琉球放送 (RBC)           | TBS系列 | 2013年10月17日 22:00 - 22:54 | 同時ネット |

## スタッフ
第3回
- 構成：相澤昇、大塚泰博
- TM／TD：荒木健一
- カメラ：宮崎慶太
- VE：高橋康弘
- 音声：森和哉
- 照明：中川清志
- 美術プロデューサー：東 立
- 美術デザイナー：桝本瑠璃
- 美術制作：立原英生
- 装置：正代俊明
- 操作：塚上博
- 装飾：川原栄一
- 特殊装置：高橋出
- 電飾：大平梨絵子
- 花装飾：石川友紀子
- アクリル装飾：原弥生子
- 化粧：西尾さゆり
- タイトル：豊田正志
- 音響効果：久坂惠紹（戯音工房）
- 編集：小川洋行
- MA：宮嶌宏道
- 技術協力：テクノマックス
- TK：水田理佳子
- 編成：渡辺信也
- 宣伝：眞鍋武
- デジタルコンテンツ：山本倫子、西岡恒平
- テロップ：安田英史、中山龍司（中山は第3回）
- データ放送：清水麻里、黒須威之
- イラスト：コムロヨウスケ、小室素子
- ゲームアドバイザー：児玉健（ドイツゲームスペース@Shibuya）
- ディレクター：山田和也、佐川陽亮（山田・佐川→第2回ではspecial Thanks、第3回ではディレクター）
- 総合演出：大岩タカユキ
- プロデューサー：中島啓介、宝来隆信
- チーフプロデューサー：田村恵里
- 制作協力：Big Face
- 製作著作：TBS

### 過去のスタッフ
- 構成：武洋行（第2回）
- TM：長谷川晃司（第2回）
- 編成：時松隆吉（第2回）
- デジタルコンテンツ：小沼晶（第2回）、大泉絵里子（第2回）
- テロップ：中島祥太（第2回）、岸絵里子（第2回）
- special Thanks：土屋大路、碓氷陽子、眞木大輔、本橋啓、蜜谷司
- ディレクター：小島隆補（第2回）